# Vukan Nemanjić
Vukan Nemanjić, en serbe cyrillique, Вукан Немањић, est le fils aîné de Stefan Nemanja, il a deux frères Stefan et Rastko. Son père l'a désigné comme successeur.
Il est nommé par son père Roi de Zeta, actuel Monténégro (1196-1208) et est grand prince de Serbie de 1202 à 1205.
Il a 3 fils, Đorđe (Georges), Stefan, et Dmitri, la princesse Milica (femme de Lazar Hrebeljanović) est son arrière-arrière-petite-fille.

## Sources
- Dušan T. Bataković, Histoire du peuple serbe, éditions L'âge d'homme  (ISBN 282511958X)
- Georges Castellan, Histoire des Balkans, XIVe – XXe siècle, éditions Fayard  (ISBN 2213605262)
- Donald M. Nicol, Les Derniers siècles de Byzance, 1261-1453, éditions les Belles Lettres  (ISBN 2251380744)